# توماس بيتمان
توماس بيتمان (بالإنجليزية: Thomas Bateman)‏‏ (29 أبريل 1778 - 9 أبريل 1821 ) طبيب جلد بريطاني، حصل على درجة الطب من مدرسة طب جامعة إدنبرة.